# J'voulais (chanson d'Amine)
Pour les articles homonymes, voir J'voulais.
Singles de Amine
Ma vie
(2005) My girl
(2006)
J'voulais est le second single du chanteur de R'n'B français  Amine tirée de son album Au-delà des rêves. Il est sorti en janvier 2006 et est arrivé directement numéro un au classement français des singles le 21 janvier 2006, restant pour quatre semaines non consécutives au top. Puis il descend dans le classement, totalisant 10 semaines dans le top 10, 19 semaines dans le top 50 et 28 semaines dans le classement. Il a finalement été certifié disque d'or par le SNEP. En Belgique francophone, il a été classé 17 semaines dans le Ultratop 40, à partir du 25 février, et atteint la 10e position pendant quatre semaines. En Suisse, le single a eu un succès modéré : il prend la 27e position le 26 février et reste dans le classement (Top 100) pendant 15 semaines.

## Histoire du clip
Amine est un chanteur célèbre à succès, mais cela ne l'empêche pas d'avoir la tête sur les épaules. Il est en couple avec une femme qui est jalouse et possessive, et cela complique sa relation avec cette dernière. Ce n'est pas seulement pour lui-même, mais aussi pour elle qu'il écrit ses chansons, les compose et les chante. Un soir, alors qu'ils dînent tous deux dans un restaurant, une jeune femme s'approche de lui, lui chuchote quelques mots avant de l'embrasser sur la joue, ce qui déplaît fortement à sa compagne, qui préfère partir. En rentrant chez eux, Amine essaye de s'expliquer avec celle qu'il aime, mais elle ne veut rien entendre. Ne supportant plus son attitude, il prend ses affaires et décide de partir, ce qui met fin à son couple.

## Liste des pistes
CD single
1. "J'voulais" — 3:20
2. "J'voulais" (version étendue) — 3:59
3. "J'voulais" (remix avec Big Ali) — 4:16
4. "J'voulais" (vidéo) — 3:20

CD maxi
1. "J'voulais" — 3:20
2. "J'voulais" (version étendue) — 3:59
3. "J'voulais" (vidéo) — 3:20
4. "Touche pas à mon vote" (vidéo)

## Certifications et ventes
| Pays   | Certification | Date        | Ventes certifiés | Ventes physiques | Téléchargement |
| ------ | ------------- | ----------- | ---------------- | ---------------- | -------------- |
| France | Or            | 18 mai 2006 | 200 000          | 235 703          | 17 441         |

## Classements
| Classement (2006) | Meilleure position |
| ----------------- | ------------------ |
| Belgique (Fr.)    | 10                 |
| Union européenne  | 5                  |
| France            | 1                  |
| Suisse            | 27                 |

| Classement de fin d'année (2006) | Position |
| -------------------------------- | -------- |
| France (Diffusion)               | 24       |
| France                           | 11       |
| France (Téléchargement)          | 47       |
| France (Diffusion TV)            | 5        |